# Jagodni semenar
Jagodni semenar ali rjavonogi brzec (znanstveno ime Harpalus rufipes) je vrsta talnega hrošča iz družine krešičev, ki je domoroden v Evropi.

## Opis
Jagodni semenar je temno rjav do črn hrošč, podolgovato ovalnega telesa, dolg od 10 do 17 mm. Pokrovke ima prekrite z rumenimi dlačicami, noge in tipalke so rdeče rjave. Aktivni so že v začetku maja pa vse do novembra, ko nastopi diapavza. Samice v poznem poletju izležejo od 10 do 15 jajčec. Prezimijo odrasli osebki ali ličinke. Ličinke, ki se izležejo poleti, prezimijo, v poletnih mesecih naslednje leto pa se izležejo hrošči. V ugodnih razmerah se lahko naselijo v skupinah po nekaj deset do sto hroščev na m². Ugodne razmere za prezimovanje imajo v nasadih jagod v tunelih, ki jih gojijo na črni foliji in kjer uporabljajo slamnato steljo.
Vrsta se hrani s semeni jagod, lahko pa tudi s semeni drugih rastlin, npr. žit, stročnic in plevelov. Aktiven je večinoma ponoči, podnevi pa se skriva med kamenji in listjem.
Kljub temu, da velja jagodni semenar za škodljivca v nasadih jagod, se v kmetijstvu uporablja tudi za biološki nadzor škodljivcev.